# Apple Lisa

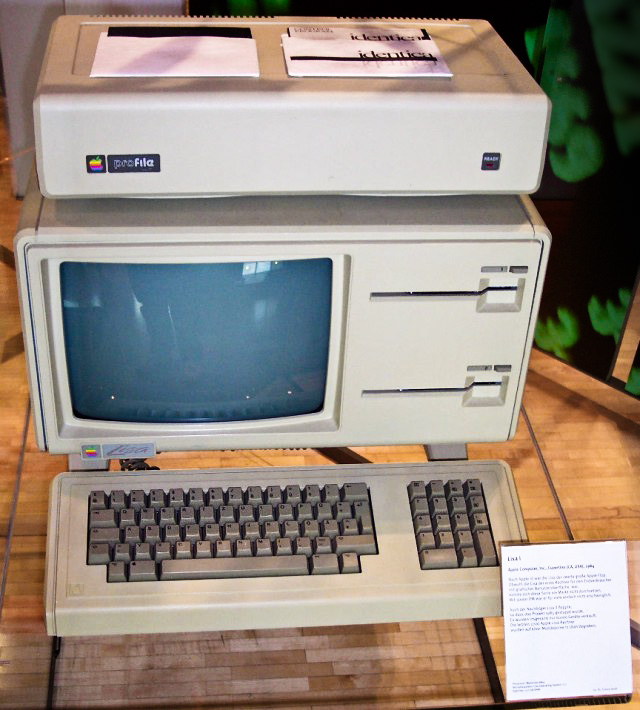
Apple Lisa

Na tecnologia, o Lisa é um computador pessoal lançado pela Apple Computer em 1983, um dos primeiros equipamentos a ter mouse e interface gráfica. Essa interface foi inspirada nas estações de trabalho Xerox. A ideia por trás do Lisa era tornar os computadores mais fáceis de usar, aumentando assim a produtividade. O projeto Lisa começou em 1978 em um computador poderoso com uma interface gráfica do utilizador (GUI) alvejado em relação aos clientes empresariais. Steve Jobs, co-fundador da Apple, participou de seu desenvolvimento até 1982, quando foi forçado a abandoná-lo juntando-se ao projeto Macintosh.

## Etimologia

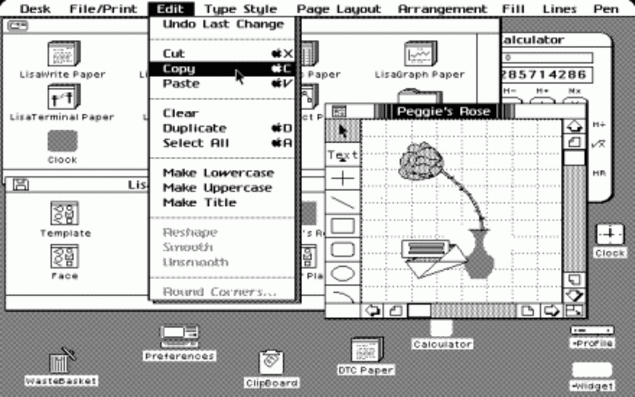
A interface gráfica do usuário.

A origem do nome Lisa vem do nome da filha de Jobs e o acrônimo Local Integrated Software Architecture foi inventado posteriormente para justificar o nome. Desde o nascimento da primeira filha de Jobs (nascida em 1978) com o nome Lisa Nicole Brennan, foi inferido que o nome tinha também uma associação pessoal e, talvez, que a sigla havia sido inventada mais tarde para ajustar o nome. Andy Hertzfeld declarou que a sigla foi uma engenharia reversa do nome "Lisa", em outono de 1982 pela equipe de marketing da Apple, depois de terem contratado uma empresa de consultoria de marketing para chegar com nomes para substituir "Lisa" e "Macintosh" (na época considerada por Jef Raskin, vice-presidente de engenharia de serem codinomes de projetos meramente internos) e depois rejeitou todas as sugestões. Particularmente, Hertzfeld e os outros desenvolvedores de software usaram "Lisa: Invented Stupid Acronym", uma frase recursiva, enquanto os comentaristas da indústria de computadores criaram o termo "Vamos inventar alguma sigla" para ajustar o nome de Lisa. Décadas mais tarde, Jobs diria a seu biógrafo Walter Isaacson: "Obviamente, ele foi nomeado para a minha filha."

## História
O Lisa foi lançado pela empresa Apple Computer em 19 de janeiro de 1983 a um preço de US$ 9995
Apesar de seu caráter revolucionário para a época, o Lisa foi um enorme fracasso comercial para a Apple. Em uma época em que 96 KB de RAM eram considerados uma extravagância, parte importante do preço do Lisa (e do seu fracasso) pode ser atribuída ao seu excesso de memória. A título de comparação, em 1990 ainda se vendiam computadores com menos memória que o Lisa proporcionava 7 anos antes.
O folclore da computação conta que a Apple mantém um número significativo de não vendidos em um estoque em Utah.
Hoje em dia, os Lisa que ainda funcionam tornaram-se objetos de coleção pelos quais os usuários estão dispostos a pagar milhares de euros.

## Características técnicas

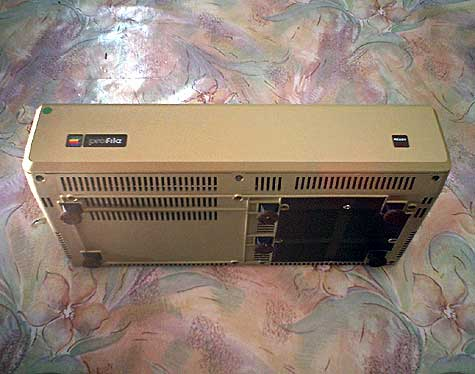
Disco rígido do Lisa

Este microcomputador utilizava o microprocessador Motorola 68000 a 5 MHz, tinha 1 MB de RAM, memória virtual, um disco rígido externo de 5 MB e dois leitores de disquetes 5,25" de 871 KB. Seu sistema operacional era o Lisa OS, que já era multitarefa não-preemptivo (cooperativo), função extremamente avançada para a época. Essa função era, em parte, responsável pela lentidão do processamento.

## O Lisa 2

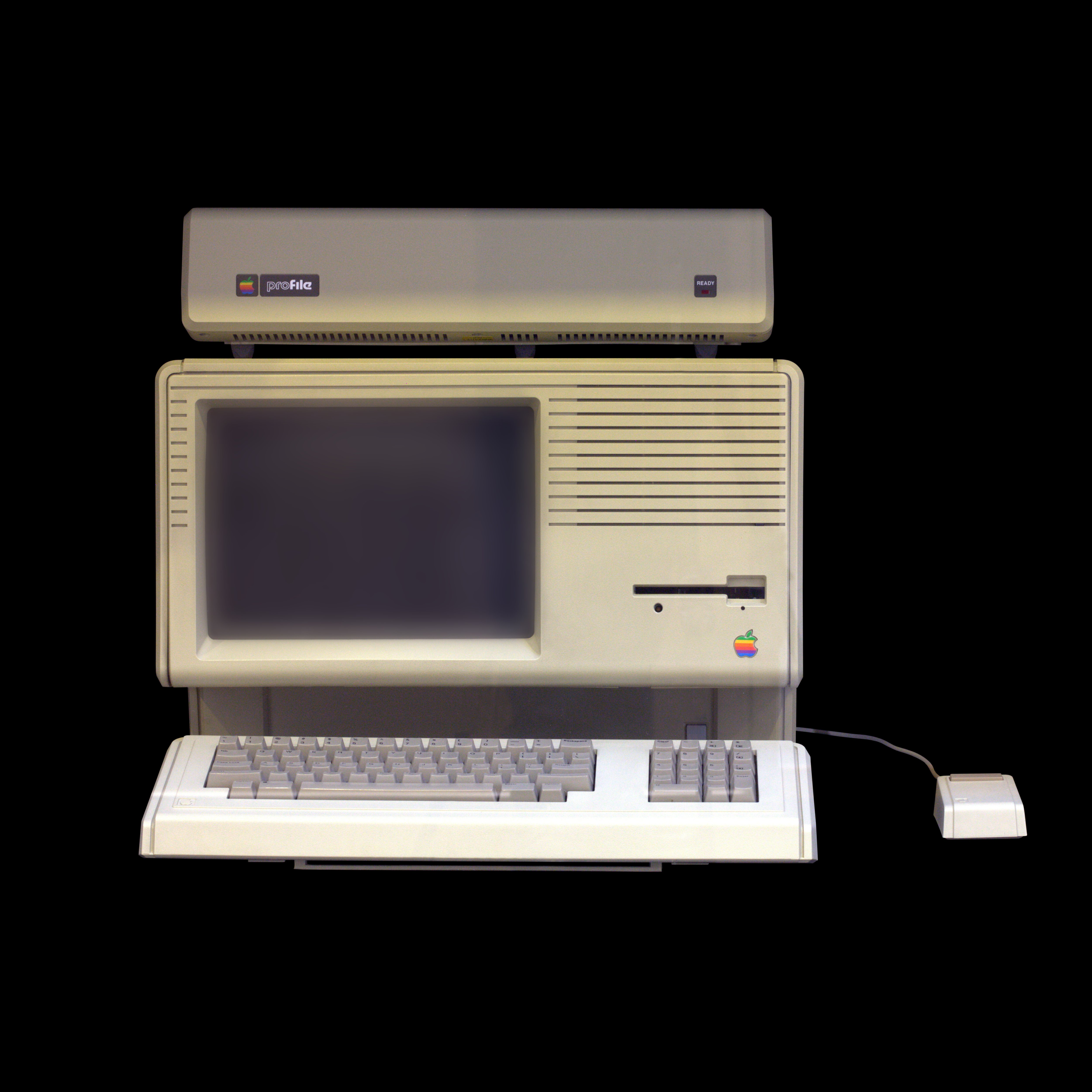
Lisa 2.

Na mesma época em que surgiu o computador Macintosh, em janeiro de 1984, o Lisa foi substituído pela versão Lisa 2. Este computador tinha um leitor de disquete de 3,5" com 400 KB em vez dos dois drives de disquete de 5 1/4", 871 KB do primeiro Lisa. Versões com disco rígido de 5 MB e 10 MB foram comercializadas com o nome de Lisa 2/5 e Lisa 2/10.
Em janeiro de 1985, o Lisa 2/10 foi equipado com um programa emulador Macintosh, sendo assim rebatizado Macintosh XL.